# بيال دي بيثيرو
بلدية بيال دي بيثيرو (بالإسبانية: Peal de Becerro) هي بلدية تقع في مقاطعة خاين التابعة لمنطقة أندلوسيا جنوب إسبانيا.

## الديموغرافيا
بلغ عدد سكان بلدية بيال دي بيثيرو 5.581 نسمة عام 2011 (وفقاً للمعهد الوطني للإحصاء الإسباني).
| 5.147 | 5.379 | 5.290 | 5.470 | 5.489 | 5.574 | 5.581 |